# Gloster Meteor

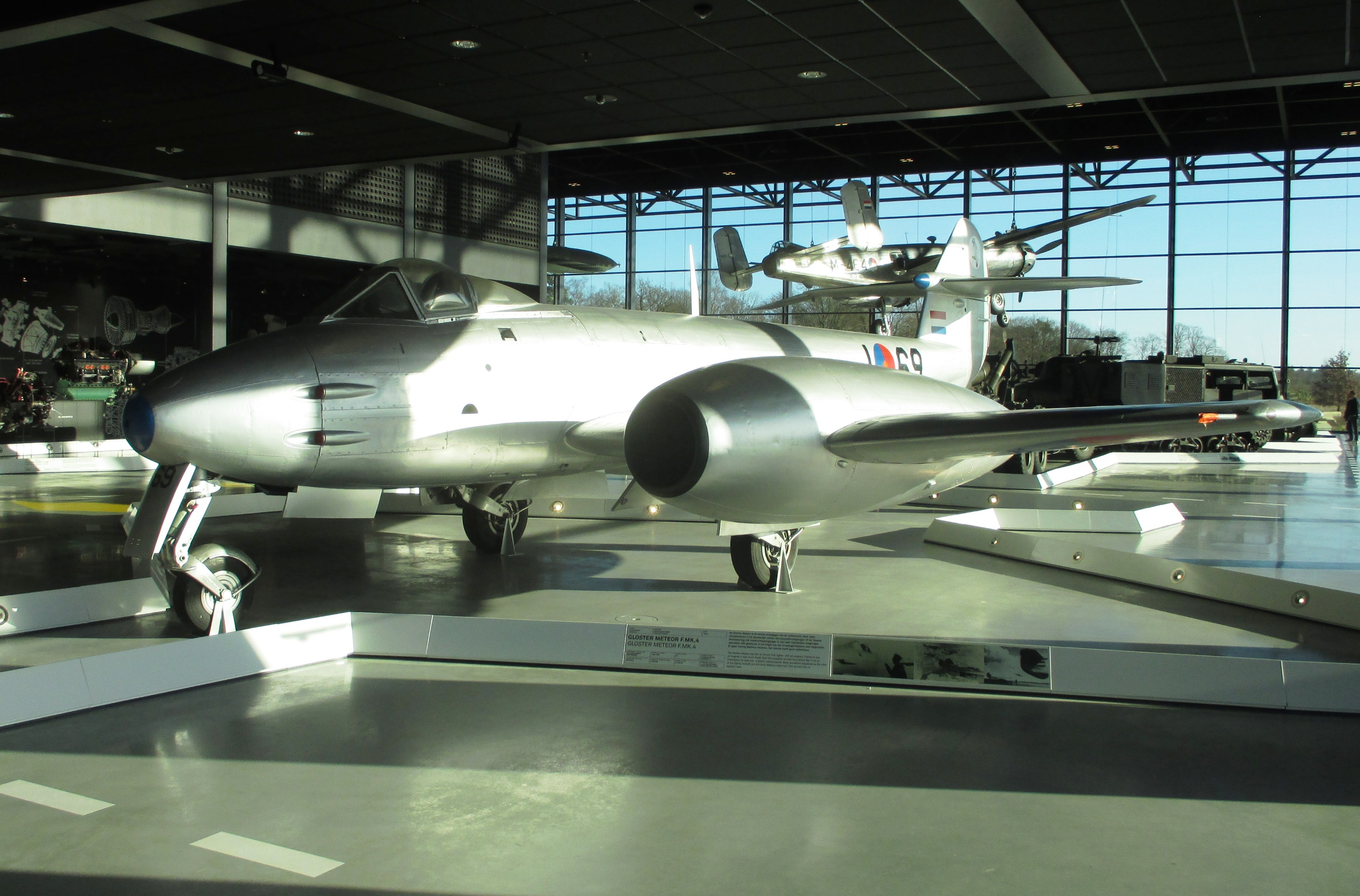
Gloster Meteor F.4 - Nationaal Militair Museum - Soesterberg

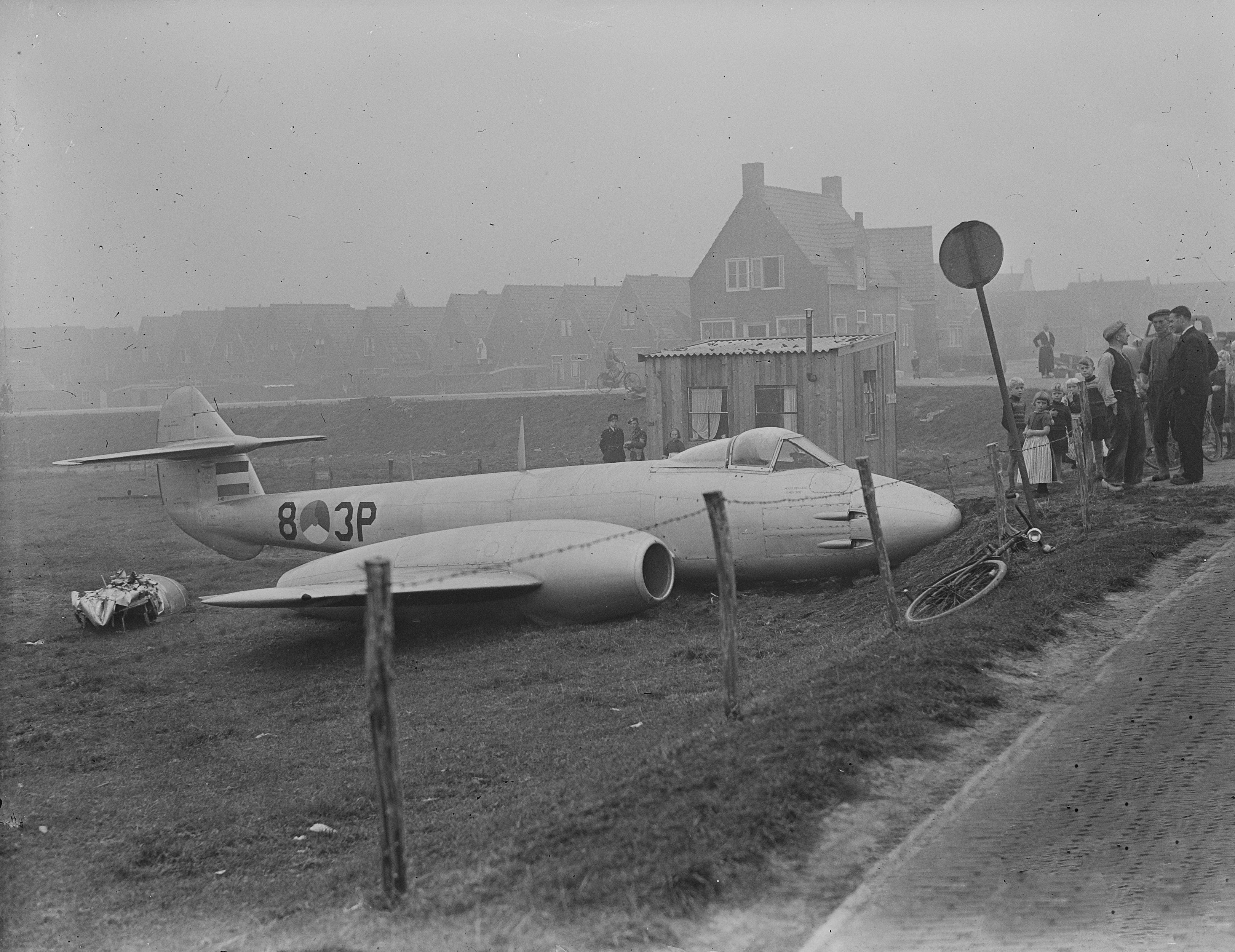
Gloster Meteor na een noodlanding bij Volendam

De Gloster Meteor was de eerste operationele Britse straaljager. Het toestel was ontwikkeld door Gloster Aircraft Company maar was in hoge mate afhankelijk van het pionierswerk van Frank Whittle op het gebied van de turbojet straalmotor. Het prototype vloog in 1943 maar de eerste exemplaren van de F3 jagerversie werden pas op 12 juli 1944 bij het 616 squadron van de Royal Air Force operationeel. Zij werden aan het eind van de Tweede Wereldoorlog op beperkte schaal ingezet. De Gloster Meteor was in de jaren 1950 bij vele luchtmachten, waaronder de Belgische en Nederlandse, in gebruik.

## Geschiedenis
Zodra de eerste toestellen van het F3 type operationeel werden volgde hun inzet als onderscheppingsjager boven Engeland en de Noordzee tegen inkomende V-1 vliegende bommen. Deze inzet was niet alleen gebaseerd op het, vergeleken met de tot dat moment gebruikte propeller aangedreven toestellen, veel grotere brandstofverbruik van beide straalmotoren die de actieradius beperkten. De RAF wilde ook voorkomen dat een toestel, met de nieuwe straalmotortechnologie, toevallig in Duitse handen zou vallen. Pas vanaf januari 1945 werden ze vanaf de vliegvelden Melsbroek en later vanaf Gilze-Rijen en Eindhoven boven het vasteland actief als gecombineerde gewapende verkenning ter ondersteuning van geallieerde grondtroepen.
Na de Tweede Wereldoorlog werd de Gloster Meteor grootschalig geëxporteerd. Dit gebeurde onder meer naar Argentinië (100 stuks F4 vanaf 1947), Australië (113 stuks F4 en F8 vanaf 1946), gevolgd door Frankrijk, Egypte, Israël en Syrië. Later sloten zich vele andere landen hierbij aan.
Australische (RAAF) Meteors kwamen gedurende de Koreaanse oorlog in actie en ook Argentinië, Egypte en Israël gebruikten ze daadwerkelijk in latere regionale conflicten.
De Gloster Meteor was vanaf 1948 bij de toenmalige Luchtstrijdkrachten (LSK) - vanaf 1953 de Koninklijke Luchtmacht (KLu) - in gebruik. Het toestel was ingedeeld bij het Commando Lucht Verdediging (CLV) en vloog als luchtverdedigingsjager bij 322, 323, 324, 325, 326, 327 en 328 squadron op de vliegbases Leeuwarden, Soesterberg, Twenthe, Volkel en Woensdrecht in de versies
- F4 de 1 persoons export jachtversie met Rolls-Royce Derwent 5 motoren en een versterkt landingsgestel (1948-1957)
- T7 de 2 zits trainerversie (1950-1957)
- F8 een verbeterde F4 met een langere romp, grotere brandstof capaciteit, een aangepaste staart en een standaard ingebouwde Martin Baker schietstoel (1950-1958)

De gebruikte squadron registraties waren 3W, Y9, 3P, 4R, 9I, 7E en 8S.
Ook de Belgische luchtmacht vloog met dit toestel in 9 jachtsquadrons met de versies
- F4 (40 stuks)
- T7 (43 stuks)
- F8 (240 stuks)
- NF11 (24 stuks 2 zits nachtjager met een hiervoor ontwikkelde Armstrong Whitworth onderscheppingsradar)[2]

Alle Nederlandse en de Belgische toestellen werden onder licentie in Nederland door de firma Fokker Aviolanda gebouwd in de eerste grote naoorlogse bouwopdracht voor de Nederlandse luchtvaartindustrie. De toestellen kostten destijds ₤ 15.000 per stuk en van 1948-1958 hebben totaal 266 Gloster Meteors dienst gedaan bij de KLu. Aan alle toestellen werd een I(nventaris) nummer toegekend te weten:
- I-1 tm I-20 trainerversie T7 batch 1 en I-301 tm I-325 batch 2
- I-21 tm I-81 jachtversie F4
- I-90 tm I-255 jachtversie F8

In de jaren 1950 was de militaire luchtvaart na de oorlog nog in opbouw. Deze periode werd gekenmerkt door een veelvoud aan mankementen en vliegongevallen. In 1949 gold zelfs een tijdelijk vliegverbod na incidenten met weigerende motoren op de vliegbases Leeuwarden en Twenthe. Bij diverse ongevallen en botsingen werd ca 50% van de toestellen afgeschreven en kwamen 52 Nederlandse vliegers om het leven. De vlieger Schmidt Crans moest tot drie keer toe zijn toestel wegens technische oorzaken tijdens vluchten boven Volendam, Leeuwarden en Soest verlaten. Medio jaren 1950 werd de Gloster Meteor technologisch ingehaald door nieuw ontworpen toestellen en bleken zijn prestaties ondergeschikt aan die van de Russische MiG-15 en de Amerikaanse North American F-86 Sabre die beiden de geluidsbarrière konden doorbreken.
Er werden tussen 1943 en 1954 4.115 Gloster Meteors in verschillende versies gebouwd. Het talrijkst was de versie F8.
Bij de Koninklijke Luchtmacht werd de Gloster Meteor eind jaren 1950 gefaseerd opgevolgd door de Hawker Hunter. Bijna alle Meteor-airframes werden gesloopt omdat het type toen al dermate verouderd was dat animo ter overname door andere landen ontbrak.

## Kenmerken
De Gloster Meteor was uitgerust met twee Rolls Royce Derwent-motoren. Deze hadden een hoog brandstofverbruik maar hun prestaties waren (in 1944) uitzonderlijk. Het toestel haalde een maximumsnelheid van 960 km per uur, terwijl schroefvliegtuigen snelheden van maximum 750 km per uur konden behalen. De motoren gaven het toestel een klimvermogen tot een hoogte van 10.000 meter in 7 minuten.
Na de oorlog werden verschillende records gevestigd met het vliegtuig. Group Captain Wilson haalde op 7 november 1945 een uursnelheid van 975 km boven Herne Bay in Kent. In 1946 haalde Group Captain Donaldson in een Meteor F4 een snelheid van 991 km per uur. Testpiloot Roland Beaumont haalde in 1946 de absolute topsnelheid van 1.017 km per uur.

## Informatieve lectuur
- Bill Gunston: Classic Aircraft Fighters, Profiles of combat aircraft in aviation history (Hamlyn Publishing Ltd, 1978), ISBN 0 600 33620 4
- Hugo Hooftman: Militaire Straalvliegtuigen (La Rivière & Voorhoeve 1970) ISBN 90 6084 223 5